# 제2기병여단 (일본군)
기병 제2여단은 (일본어: 騎兵第2旅団 기헤이 다이니료단[*])는 일본 제국 육군의 기병부대이다. 평시에는 제1사단 구성부대로 활동하며, 사단 산하의 기병 제1연대를 배속받았다.

## 역사
1899년, 기병 제1여단와 똑같이 나라시노 타카쓰창사(廠舎, 임시막사)에서 창설되었다. 2년 뒤의 1901년 11월 20일, 여단사령부는 치바군 쓰다누마촌 오아자 오쿠보 닛타(大字大久保新田)의 기병 제16연대 주둔지로 옮겨갔다. 12월 19일 휘하의 연대에 군기가 수여되었다. 이듬해 1902년에 편성을 끝내고 그 해 4월 4일에 신축사(新築舎)로 옮겼다.
1920년, 기관총중대가 추가되었다.
1923년, 군비정리에 따라 예하연대의 중대가 5개에서 4개로 줄어들었다.
1935년, 기포병대대가 창설되고 이듬해 1936년에 기포병대대는 연대로 증편, 각 연대에 기관총중대가 배치되었다.
1941년, 모든 기병부대가 기갑병으로 전환됨에 따라 여단 또한 해체되었다.
기병 제15연대의 부지는 도호 대학 부속 도호고등학교과 주택 단지가 되었다. 기병 제16연대의 부지는 1932년 12월, 육군나라시노학교의 부지에 편입되었고, 종전 후에는 치바대학 부설연구소에서 쓰다가 공터를 거쳐 주택지가 되었다.

## 산하 부대
- 기병 제15연대
- 기병 제16연대

## 같이 보기
- 제1기병여단 (일본군)
- 제3기병여단 (일본군)
- 제4기병여단 (일본군)